# Tako-Yoyora
Pour les articles homonymes, voir Tako.
Tako-Yoyora est une localité située dans le département de Loropéni de la province du Poni dans la région Sud-Ouest au Burkina Faso.

## Santé et éducation
Le centre de soins le plus proche de Tako-Yoyora est le centre de santé et de promotion sociale (CSPS) de Tako ouvert en août 2017 (auparavant le plus proche se trouvait à Dipéo) tandis que le centre médical se trouve à Kampti et que le centre hospitalier régional (CHR) de la province se trouve à Gaoua.